# (75063) Koestler
Pour les articles homonymes, voir Koestler (homonymie).
(75063) Koestler est un astéroïde de la ceinture principale.

## Description
(75063) Koestler est un astéroïde de la ceinture principale. Il fut découvert le 1er novembre 1999 à Gnosca par Stefano Sposetti. Il présente une orbite caractérisée par un demi-grand axe de 2,39 UA, une excentricité de 0,11 et une inclinaison de 5,9° par rapport à l'écliptique.

## Compléments